# Brian Brobbey
Brian Ebenezer Adjei Brobbey, noto semplicemente come Brian Brobbey (Amsterdam, 1º febbraio 2002), è un calciatore olandese di origini ghanesi, attaccante o ala dell'Ajax e della nazionale olandese.

## Biografia
È cugino di Derrick Luckassen e Kevin Luckassen, entrambi calciatori.

## Caratteristiche tecniche
È un centravanti molto forte fisicamente, dotato di una discreta tecnica di base e un'ottima progressione palla al piede; sa rendersi utile spalle alla porta per i compagni e ha buon fiuto per il gol.
È stato spesso paragonato al belga Romelu Lukaku.

## Carriera

### Club

#### Ajax
Cresce calcisticamente nell'Ajax, nelle cui giovanili compie tutta la trafila. Il 15 ottobre 2018 esordisce fra i professionisti giocando con il Jong Ajax l'incontro di Eerste Divisie perso 2-1 contro il Jong PSV; impiegato in un altro match a gennaio 2019, al termine della stagione viene definitivamente promosso nella squadra riserve dei Lancieri. Il 22 novembre 2019 realizza la sua prima rete in carriera decidendo all'85' la sfida di campionato vinta 2-0 contro il NAC Breda; con il passare delle settimane si ritaglia un ruolo sempre più importante in squadra, terminando la stagione con sette reti in tredici incontri.
Nel 2020 inizia ad allenarsi con la prima squadra, ricevendo la prima convocazione il 31 ottobre per il match di Eredivisie contro il Fortuna Sittard; subentrato al 65' a Lassina Traoré, dieci minuti più tardi realizza il gol del 3-1 ribattendo in rete il tiro di David Neres terminato sul palo. Il 9 dicembre 2020 esordisce anche in Champions League giocando da titolare l'ultimo incontro della fase a gironi perso 2-0 contro l'Atalanta. Il 28 gennaio 2021 risulta decisivo nella vittoria contro il Willem II, quando subentra a Noussair Mazraoui all'82' sul punteggio di 1-1 e in cinque minuti realizza la rete del vantaggio e fornisce l'assist del definitivo 3-1 a Dušan Tadić. Dopo aver deciso di non rinnovare il suo contratto in scadenza a giugno vede il campo con meno frequenza risultando però decisivo il 18 febbraio nella vittoria esterna per 1-2 contro il Lilla, gara valida per l'andata degli ottavi di Europa League, segnando il suo primo gol nelle competizioni europee nei minuti finali del match. Si ripete l’11 marzo nei minuti finali di Ajax-Young Boys (3-0) e il giorno seguente il RB Lipsia annuncia il tesseramento di Brobbey a partire dal luglio seguente e con un contratto quadriennale.

#### RB Lipsia e ritorno all'Ajax
Arrivato in Germania, con il club tedesco mette insieme 14 presenze complessive nella prima parte della stagione 2021-2022 prima di tornare, all’inizio del mercato invernale, all’Ajax in prestito. Due settimane più tardi, al suo nuovo debutto con i lancieri, segna una doppietta nella vittoria esterna per 0-3 contro l’Utrecht. Il 22 luglio 2022 viene riscattato per venti milioni di euro. Nelle successive due stagioni arriva in doppia cifra, 13 reti alla prima e 18 (con 10 assist) nella seconda, senza tuttavia riuscire a vincere il titolo nazionale.

### Nazionale
Il 16 ottobre 2023 esordisce con la nazionale olandese, nel successo per 1-0 sul campo della Grecia.
Successivamente viene incluso nella lista dei convocati per il campionato d'Europa 2024.
Il 19 novembre 2024 realizza la sua prima rete per la massima selezione olandese nel pareggio per 1-1 in Nations League contro la Bosnia ed Erzegovina.

## Statistiche

### Presenze e reti nei club
Statistiche aggiornate al 28 gennaio 2025.
| Stagione         | Squadra          | Campionato       | Campionato | Campionato | Coppe nazionali | Coppe nazionali | Coppe nazionali | Coppe continentali | Coppe continentali | Coppe continentali | Altre coppe | Altre coppe | Altre coppe | Totale | Totale |
| Stagione         | Squadra          | Comp             | Pres       | Reti       | Comp            | Pres            | Reti            | Comp               | Pres               | Reti               | Comp        | Pres        | Reti        | Pres   | Reti   |
| ---------------- | ---------------- | ---------------- | ---------- | ---------- | --------------- | --------------- | --------------- | ------------------ | ------------------ | ------------------ | ----------- | ----------- | ----------- | ------ | ------ |
| 2018-2019        | Jong Ajax        | EED              | 2          | 0          | -               | -               | -               | -                  | -                  | -                  | -           | -           | -           | 2      | 0      |
| 2019-2020        | Jong Ajax        | EED              | 13         | 7          | -               | -               | -               | -                  | -                  | -                  | -           | -           | -           | 13     | 7      |
| 2020-2021        | Jong Ajax        | EED              | 17         | 9          | -               | -               | -               | -                  | -                  | -                  | -           | -           | -           | 17     | 9      |
| 2020-2021        | Ajax             | ED               | 12         | 3          | CO              | 0               | 0               | UCL+UEL            | 1+6                | 0+3                | -           | -           | -           | 19     | 6      |
| 2021-gen. 2022   | RB Lipsia        | BL               | 9          | 0          | CG              | 1               | 0               | UCL                | 4                  | 0                  | -           | -           | -           | 14     | 0      |
| gen.-giu. 2022   | Jong Ajax        | EED              | 1          | 1          | -               | -               | -               | -                  | -                  | -                  | -           | -           | -           | 1      | 1      |
| 2022-2023        | Jong Ajax        | EED              | 1          | 0          | -               | -               | -               | -                  | -                  | -                  | -           | -           | -           | 1      | 0      |
| Totale Jong Ajax | Totale Jong Ajax | Totale Jong Ajax | 34         | 17         |                 | -               | -               |                    | -                  | -                  |             | -           | -           | 34     | 17     |
| gen.-giu. 2022   | Ajax             | ED               | 11         | 7          | CO              | 1               | 0               | UCL                | 1                  | 0                  | -           | -           | -           | 13     | 7      |
| 2022-2023        | Ajax             | ED               | 32         | 13         | CO              | 4               | 1               | UCL+UEL            | 5+2                | 0+0                | SO          | 1           | 0           | 44     | 14     |
| 2023-2024        | Ajax             | ED               | 30         | 18         | CO              | 1               | 1               | UEL+UECL           | 8+4                | 3+0                | -           | -           | -           | 43     | 22     |
| 2024-2025        | Ajax             | ED               | 19         | 2          | CO              | 2               | 0               | UEL                | 11                 | 2                  | -           | -           | -           | 32     | 4      |
| Totale Ajax      | Totale Ajax      | Totale Ajax      | 104        | 43         |                 | 8               | 2               |                    | 38                 | 8                  |             | 1           | 0           | 151    | 53     |
| Totale carriera  | Totale carriera  | Totale carriera  | 147        | 60         |                 | 9               | 2               |                    | 42                 | 8                  |             | 1           | 0           | 199    | 70     |

### Cronologia presenze e reti in nazionale
| Cronologia completa delle presenze e delle reti in nazionale ― Paesi Bassi | Cronologia completa delle presenze e delle reti in nazionale ― Paesi Bassi | Cronologia completa delle presenze e delle reti in nazionale ― Paesi Bassi | Cronologia completa delle presenze e delle reti in nazionale ― Paesi Bassi | Cronologia completa delle presenze e delle reti in nazionale ― Paesi Bassi | Cronologia completa delle presenze e delle reti in nazionale ― Paesi Bassi | Cronologia completa delle presenze e delle reti in nazionale ― Paesi Bassi | Cronologia completa delle presenze e delle reti in nazionale ― Paesi Bassi |
| Data                                                                       | Città                                                                      | In casa                                                                    | Risultato                                                                  | Ospiti                                                                     | Competizione                                                               | Reti                                                                       | Note                                                                       |
| -------------------------------------------------------------------------- | -------------------------------------------------------------------------- | -------------------------------------------------------------------------- | -------------------------------------------------------------------------- | -------------------------------------------------------------------------- | -------------------------------------------------------------------------- | -------------------------------------------------------------------------- | -------------------------------------------------------------------------- |
| 16-10-2023                                                                 | Atene                                                                      | Grecia                                                                     | 0 – 1                                                                      | Paesi Bassi                                                                | Qual. Euro 2024                                                            | -                                                                          | 62’                                                                        |
| 6-6-2024                                                                   | Rotterdam                                                                  | Paesi Bassi                                                                | 4 – 0                                                                      | Canada                                                                     | Amichevole                                                                 | -                                                                          | 62’                                                                        |
| 10-7-2024                                                                  | Dortmund                                                                   | Paesi Bassi                                                                | 1 – 2                                                                      | Inghilterra                                                                | Euro 2024 - Semifinale                                                     | -                                                                          | 90+3’                                                                      |
| 10-9-2024                                                                  | Amsterdam                                                                  | Paesi Bassi                                                                | 2 – 2                                                                      | Germania                                                                   | UEFA Nations League 2024-2025 - 1º turno                                   | -                                                                          | 82’                                                                        |
| 11-10-2024                                                                 | Budapest                                                                   | Ungheria                                                                   | 1 – 1                                                                      | Paesi Bassi                                                                | UEFA Nations League 2024-2025 - 1º turno                                   | -                                                                          | 76’                                                                        |
| 14-10-2024                                                                 | Monaco di Baviera                                                          | Germania                                                                   | 1 – 0                                                                      | Paesi Bassi                                                                | UEFA Nations League 2024-2025 - 1º turno                                   | -                                                                          | 75’                                                                        |
| 19-11-2024                                                                 | Zenica                                                                     | Bosnia ed Erzegovina                                                       | 1 – 1                                                                      | Paesi Bassi                                                                | UEFA Nations League 2024-2025 - 1º turno                                   | 1                                                                          | 71’                                                                        |
| 23-3-2025                                                                  | Valencia                                                                   | Spagna                                                                     | 3 – 3 dts (5 – 4 dtr)                                                      | Paesi Bassi                                                                | UEFA Nations League 2024-2025 - Quarti di finale                           | -                                                                          | 101’                                                                       |
| Totale                                                                     |                                                                            | Presenze                                                                   | 8                                                                          |                                                                            | Reti                                                                       | 1                                                                          |                                                                            |

## Palmarès

### Club
- Campionato olandese: 2

Ajax: 2020-2021, 2021-2022
- Coppa dei Paesi Bassi: 1

Ajax: 2020-2021

### Nazionale
- Campionato d'Europa Under-17: 2

Inghilterra 2018
Irlanda 2019